# 马库斯·莱赫托
马库斯·莱赫托（芬蘭語：Markus Lehto，1962年10月20日—），芬兰男子冰球运动员，场上位置是后卫。他曾代表芬兰国家队参加1984年冬季奥林匹克运动会冰球比赛，获得第六名。